# Собака Баскервилей (фильм, 1939)
«Собака Баскервилей» (англ. The Hound of the Baskervilles) — американский художественный фильм 1939 года режиссёра Сидни Лэнфилда, первый из серии фильмов посвящённых приключениям Шерлока Холмса и доктора Ватсона с участием Бэзила Рэтбоуна и Найджела Брюса.

## Сюжет
Холмса и Ватсона посещает д-р Джеймс Мортимер, которому предстоит встретить Генри Баскервиля, последнего из рода Баскервиль. Мортимер рассказывает легенду о демонической собаке убивающей представителей рода Баскервилей. Далее Мортимер рассказывает о событиях недавней смерти сэра Чарльза Баскервиля, дяди Генри. Хотя он и был найден мёртвым в своём саду без каких-либо следов физических повреждений, но его лицо было искажено ужасом, а возле тела Мортимер обнаружил следы собаки.
Холмс отправляет Ватсона вместе с сэром Генри в Баскервиль-холл. Сам он тоже едет за ними, переодевшись коробейником, и анонимно проводит расследование. Когда Холмс почти разгадал тайну, он открывается Ватсону. Вдвоём они возвращаются в Баскервиль-холл.

## Характерные особенности
- Роман начинается на Бейкер-стрит (Холмс и Ватсон изучают трость доктора Мортимера), фильм же начинается со смерти сэра Чарльза и обсуждения обстоятельств смерти.
- В романе Лора Лайонс (дочь Френкленда) представляет собой довольно важный персонаж, а в фильме она не упоминается.
- В романе Джек Стэплтон оказывается женат на Берил Стэплтон и только притворяется её братом. В фильме мисс Стэплтон действительно является сестрой Джека.
- В романе не упоминается госпожа Мортимер и госпожа Хадсон.

## Дополнительные факты
- Для создания зловещей атмосферы и жутких туманов английских болот использовался сухой лёд.[1]
- Мортон Лаури (Джек Стэплтон) уже снимался ранее вместе с Бэзилом Рэтбоуном в фильме «Утренний патруль».[1]
- Лайонел Этуилл (доктор Мортимер) в дальнейшем играл профессора Мориарти в фильме «Шерлок Холмс и секретное оружие».

## В ролях
- Ричард Грин — сэр Генри Баскервиль
- Бэзил Рэтбоун — Шерлок Холмс
- Найджел Брюс — доктор Ватсон
- Венди Барри — Берилл Степлтон
- Лайонел Этуилл — д-р Джеймс Мортимер
- Джон Кэррадайн — Бэрримор
- Мортон Лаури — Джек Степлтон
- Мэри Гордон — миссис Хадсон
- Барлоу Борланд — Френкланд
- Берил Мерсер — г-жа Мортимер
- Ральф Форбс — сэр Хьюго Баскервиль
- Ян Макларен — сэр Чарльз Баскервиль
- E.E. Клайв — кэбмен
- Эйли Мэйлон — г-жа Бэрримор
- Найджел Де Брулир — каторжник
- Петер Виллис — Родерик
- Иван Симпсон — Шеперд
- Джон Бёртон — Брюс
- Денис Грин — Йон
- Эван Томас — Эдвин
- Вождь — Собака Баскервилей

## Создатели фильма
- Компания / Двадцатый век Фокс
- Продюсер / Джин Маркей (англ. Gene Markey)
- Режиссёр / Сидни Лэнфилд (англ. Sidney Lanfield)
- Сценарист / Эрнест Паскаль (англ. Ernest Pascal)
- Оператор / Певерел Марли (англ. Peverell Marley)
- Редактор / Роберт Симпсон (англ. Robert Simpson)
- Композитор / Сирил Мокридж (англ. Cyril Mockridge)
- Композитор / Дэвид Буттольф
- Композитор / Чарльз Максвелл
- Композитор / Дэвид Раксин
- Арт директор / Ричард Дэй (англ. Richard Day)
- Арт директор / Ханс Петерс (англ. Hans Peters)
- Костюмер / Гвен Вэйкелин (англ. Gwen Wakeling)